# Evelina e le fate
Evelina e le fate è un romanzo storico di Simona Baldelli, pubblicato nel 2013 nella collana Italiana della Giunti Editore. Il romanzo è stato finalista al premio Calvino 2012, ed è stato eletto libro del mese di marzo dal programma radiofonico Fahrenheit. Il romanzo è risultato vincitore dell'edizione 2013 del Premio John Fante Opera Prima.

## Trama
Sulle colline dell'entroterra pesarese, a pochi chilometri dalla Linea Gotica, infuria l'ultimo terribile anno della seconda guerra mondiale: i tedeschi e i fascisti in ritirata si scontrano con i partigiani del Toscano in attesa degli Alleati. Evelina è una bambina di cinque anni quando scorge i primi sfollati rifugiarsi nel granaio del padre. Quell'evento segnerà l'inizio di un'avventura che la condurrà, dalla spensieratezza dei giochi infantili condivisi con i fratelli e “un'amica speciale”, ad assistere all'orrore di una rappresaglia nazista. Evelina, protetta da due fate premurose e materne (la Nera e la Scèpa), guarda (e trasfigura) il mondo con gli occhi dell'infanzia mescolando realtà e fantasia.

## Edizioni
- Simona Baldelli, Evelina e le fate, Giunti editore, 2013, pp. 254.